# Албогачиева, Лейла Султановна
Лейла Султановна Албогачиева (1968 — 2014) — российская альпинистка, учительница русского языка и литературы из Ингушетии (село Али-Юрт). Единственная россиянка, дважды покорившая Эверест — с южной и северной стороны. Погибла при восхождении на Эльбрус в сентябре 2014 года. До этого поднималась на Эльбрус 12 раз.

## Биография
Окончила филологический факультет Чечено-Ингушского государственного университета им. Л. Н. Толстого. Работала учителем русского языка и литературы в гимназии села Али-Юрт. В 1998 году в возрасте 30 лет совершила своё первое восхождение на Эльбрус в составе группы альпинистов из Карачаево-Черкесии и с той поры серьёзно занялась альпинизмом.
В 2012 году стала участницей проекта «Ингушетия на высоте», посвящённого 20-летию Республики Ингушетия, целью которого стало покорение Эвереста. Наряду с Лейлой Албогачиевой в восхождении на Эверест принимали участие Сергей Богомолов — заслуженный мастер спорта СССР, покоритель 13 высочайших вершин мира, Владимир Кореньков — кандидат в мастера спорта по альпинизму, дважды поднявшийся на Эверест, Азнор Хаджиев, 44 раза поднимавшийся на Эльбрус, Муса Хадзиев, совершивший в августе 2011 года восхождение на Казбек по самому сложному скально-ледовому маршруту, Юсуп Евкуров, покорявший Казбек и Эльбрус, Магомед Аушев, Висан Юсупов.
В 2013 году Лейла Албогачиева вновь поднялась на Эверест, теперь уже в одиночку, став таким образом единственной россиянкой, дважды покорившей эту вершину.
За время своей альпинисткой карьеры Албогачиева совершила также восхождения на южно-американский пик Аконкагуа и африканскую гору Килиманджаро, а на Эльбрус взошла 12 раз.

## Обстоятельства гибели
В сентябре 2014 года Албогачиева намеревалась установить абсолютный мировой рекорд — совершить двусторонний полный крест на Эльбрусе, прежде ни разу не осуществленный горными спортсменами. В её планы входило подняться со стороны Кабардино-Балкарии на западную вершину Эльбруса, спуститься между двумя шапками, а затем подняться на восточную вершину и спуститься уже со стороны Карачаево-Черкесии. После этого альпинистка должна была пройти весь путь в обратном направлении.
Во время восхождения Албогачиева записала специальное видеообращение к руководителям всех стран мира с призывом остановить войны и прекратить кровопролитие на Земле. Запись, сделанная спортсменкой, была впоследствии найдена среди её вещей.
Связь с Албогачиевой прервалась 17 сентября, однако поиски альпинистки начались только 21 сентября, когда она не прибыла на точку сбора в посёлок Терскол. В поисковой операции было задействовано 124 человека, а также из Нижнего Новгорода). Поиски спортсменки шли с применением 28 единиц техники, одного частного вертолёта, и проходили в экстремальном режиме, неоднократно прерываясь из-за сложнейших погодных условий. Спустя сутки после начала поисково-спасательной операции на Эльбрусе были найдены альпинистское снаряжение и личные вещи спортсменки. Албогачиеву нашли 3 октября — в последний день поисково-спасательной операции. Уже после официального объявления о завершении поисков спускавшиеся на равнину спасатели обнаружили её тело в расщелине на глубине 150 м. Это произошло в 200 м от места, где ранее были обнаружены её вещи. Тело Албогачиевой спустили с высоты 5200 м и передали родственникам.
Глава Республики Ингушетия Юнус-Бек Евкуров, находившийся в этот период в паломничестве в Саудовской Аравии, направил родным и близким Албогачиевой телеграмму с соболезнованиями.
5 октября 2014 года в Республике Ингушетия был объявлен траур по Албогачиевой.
Похоронена на родовом кладбище в родном селе Али-Юрт. Решается вопрос об увековечении имени легендарной альпинистки у неё на родине, в Республике Ингушетия, а также в Кабардино-Балкарской Республике, где она погибла.